# Алгоритм Бойєра — Мура — Хорспула
Алгоритм Бойєра — Мура — Хорспула — алгоритм пошуку рядка — спрощений варіант алгоритму Бойера — Мура. АБМХ працює краще алгоритму Бояра — Мура на випадкових текстах. До того ж, вимагає багатьох попередніх обчислень евристика збіглася суфікса опускається.

## Опис алгоритму
Спочатку будується таблиця зміщень для шуканого шаблону. Поєднується початок тексту (рядки) і шаблона, перевірка починається з останнього символу шаблону.
Якщо останній символ шаблону і відповідний йому при накладенні символ рядка не збігаються, то зразок зрушується щодо рядка на величину, отриману з таблиці зміщень. Причому символ береться з рядка (а не з шаблону), відповідний зсув знаходиться в таблиці. Проводиться зрушення і знову починається перевірка з останнього символу.
Якщо ж символи збігаються, проводиться порівняння передостаннього символу шаблону і т. д. Якщо всі символи шаблону збіглися з накладеними символами рядки, значить, підрядок знайдена, і пошук закінчено. Якщо ж якийсь (не останній) символ шаблону не збігається з відповідним символом рядка, шаблон зсувається на один символ вправо, і перевірка знову починається з останнього символу.
Весь алгоритм виконується до тих пір, поки або не буде знайдено входження шуканого зразка, або не буде досягнуто кінець рядка.

## Побудова таблиці
У таблиці зберігається величина зсуву для кожного символу в шаблоні. Величина зрушення визначається з тих міркувань, що він повинен бути максимально можливим, але таким, щоб не пропустити входження шуканого шаблону.
Таблиця містить список всіх символів в шаблоні. У відповідність кожному символу ставиться його порядковий номер, рахуючи з кінця рядка. Якщо символ зустрічається кілька разів, то використовується саме праве входження.

### Приклад
Для шаблону «abbad» таблиця має такий вигляд.
| a | b | d |
| - | - | - |
| 1 | 2 | 5 |

## Приклад

### Паскаль
Процедура отримує посилання на три змінні: haystack і needle строкового типу і result цілого типу, причому перші дві для процедури є константами і не можуть бути змінені. У haystack повинна міститися рядок, в якій буде здійснено пошук, а needle повинна містити підрядок, яку треба знайти. В результаті виконання процедури мінлива result буде містити номер позиції, починаючи з якого підрядок needle входить в рядок haystack, або 0, якщо входження немає.
```
procedure
 
boyer_moore
(
const
 
haystack
:
 
string
;
 
const
 
needle
:
 
string
;
 
var
 
result
:
 
integer
)
;

var

        
i
,
 
j
,
 
k
      
:
 
integer
;

        
needle_len
   
:
 
integer
;

        
haystack_len
 
:
 
integer
;

        
needle_table
 
:
 
array
[
char
]
 
of
 
byte
;

begin

 

  
needle_len
 
:=
 
length
(
needle
)
;

  
haystack_len
 
:=
 
length
(
haystack
)
;

 

  
if
 
needle_len
 
<
 
haystack_len
 
then

  
begin

        
for
 
i
 
:=
 
0
 
to
 
255
 
do

                
needle_table
[
chr
(
i
)]
 
:=
 
needle_len
;

        
for
 
i
 
:=
 
1
 
to
 
needle_len
-
1
 
do

                
needle_table
[
needle
[
i
]]
 
:=
 
needle_len
-
i
;

 

        
i
 
:=
 
needle_len
;

        
j
 
:=
 
i
;

        
while
 
(
j
 
>
 
0
)
 
and
 
(
i
 
<=
 
haystack_len
)
 
do

        
begin

                
j
 
:=
 
needle_len
;
 
k
 
:=
 
i
;

                
while
 
(
j
 
>
 
0
)
 
and
 
(
haystack
[
k
]
 
=
 
needle
[
j
])
 
do

                
begin

                        
dec
(
k
)
;

                        
dec
(
j
)
;

                
end
;

                
i
 
:=
 
i
 
+
 
needle_table
[
haystack
[
i
]]
;

        
end
;

 

        
if
 
k
 
>
 
haystack_len
 
-
 
needle_len
 
then

                
result
 
:=
 
0

        
else

                
result
 
:=
 
k
 
+
 
1
;

 

  
end
    

  
else

        
result
 
:=
 
0
;

end
;

```